# Juan Francisco de Molina
Juan Francisco de Molina (* 1779; † 1878 in Tegucigalpa) war vom 9. Januar 1839 bis 13. April 1839 Director Supremo von Honduras. Er war Mitglied der Partido Liberal de Honduras.
Eine verfassungsgebende Versammlung tagte vom 10. Oktober 1838 in Comayagua und veröffentlichte am 11. Januar 1839 eine sezessionistische
Verfassung. Nach ihr wurde die legislative Gewalt wurde von einem vom Volk gewählten Parlament ausgeübt. 20.000 Bewohner wählen einen Abgeordneten.
Die exekutive Gewalt führt ein Präsident, welcher alle zwei Jahre vom Volk gewählt wird.
Juan Francisco de Molina war Delegierter zu dieser verfassungsgebenden Versammlung, am 9. Januar 1839 über gab ihm José Lino Matute das Amt des Jefe Supremo der Provinz Honduras. Am 11. Januar 1839 ordnete er an, dass die Verfassung veröffentlicht und damit in Kraft gesetzt wird.
Er war Unterzeichner der Unabhängigkeitserklärung von Honduras von der zentralamerikanischen Konföderation.
Am 26. Oktober 1838 unter der Provinzregierung von José María Martinez Salinas erklärte sich Honduras als separater Staat. Francisco Ferrera kommandierte die Truppen von Honduras bei der Auseinandersetzung mit der Bundesregierung unter José Francisco Morazán Quezada zu welchen die Separation von Honduras führte. Am 5. April 1839 wurden seine Truppen und die von Nicaragua durch die Truppen von Morazán bei der Schlacht von Espíritu Santo in El Salvador geschlagen. Am 25. September 1839 wurden die Truppen von Honduras in San Pedro Perulapán überrascht und Francisco Ferrera verletzt, worauf er nach Nicaragua flüchtete.